# Cynthia Rhodes
Cynthia Rhodes (ur. 21 listopada 1956 w Nashville) – amerykańska aktorka, piosenkarka i tancerka. Grała m.in. w Pozostać żywym (1983) obok Johna Travolty i jako Penny Johnson w Dirty Dancing u boku Patricka Swayzego i Jennifer Grey. Wystąpiła w teledysku do utworu „Rosanna” zespołu Toto.
8 stycznia 1989 poślubiła piosenkarza Richarda Marxa, z którym ma trzech synów: Brandona (ur. 1990), Lucasa (ur. 1992) i Jessego (ur. 1994). Małżeństwo zakończyło się rozwodem w 2014.

## Filmografia
- 1980: Xanadu – tancerka
- 1983: Flashdance – Tina Tech
- 1983: Pozostać żywym (Staying Alive) – Jackie
- 1984: Ucieczka (Runaway) – Oficer Karen Thompson
- 1987: Dirty Dancing – Penny Johnson
- 1991: Curse of the Crystal Eye – Vickie Phillips

## Piosenki
- „Finding Out The Hard Way” – Soundtrack Pozostać żywym (1983)
- „I'm Never Gonna Give You Up” z Frankiem Stallone’em – Soundtrack Pozostać żywym (1983)
- „Room To Move” – Animotion (1989)
- „Calling It Love”" – Animotion (1989)